# 木内伸嘉
木内 伸嘉（きうち のぶよし、1953年 - ）は、日本の聖書学者（旧約聖書）、神学校教師、牧師。東京基督教大学教授、日本長老教会府中西原キリスト教会牧師。
東京外国語大学外国語学科アラビア語学科、東京基督神学校、英国セント・ポール・アンド・セント・マリー大学旧約学科卒業。元・東京基督教大学学長（第2代）。

## 著書
- Leviticus, Apollos Old Testament Commentary